# März 1945
Portal Geschichte | Portal Biografien | Aktuelle Ereignisse | Jahreskalender | Tagesartikel

◄ |
19. Jahrhundert |
20. Jahrhundert
| 21. Jahrhundert

◄ |
1910er |
1920er |
1930er |
1940er
| 1950er | 1960er | 1970er | ►

◄ |
1941 |
1942 |
1943 |
1944 |
1945
| 1946 | 1947 | 1948 | 1949 | ►

◄ |
Dezember 1944 |
Januar 1945 |
Februar 1945 |
März 1945 |
April 1945 |
Mai 1945 |
Juni 1945 |
►
Dieser Artikel behandelt tagesbezogene Nachrichten und Ereignisse im März 1945.
Im Monat fortlaufend: der Zweite Weltkrieg; auch im März 1945 setzt sich im Osten der Vormarsch der Roten Armee und im Westen der Westalliierten auf die Zentren Deutschlands fort. Bei den so genannten Endphasenverbrechen werden Tausende der Gefangenen des NS-Regimes aus Konzentrations- und Zwangsarbeitslagern bei Todesmärschen vor den Augen der Bevölkerung durch das Land getrieben und Hunderte von ihnen ermordet. Bei entdeckten individuellen Fluchtversuchen von Soldaten aus der Wehrmacht (oft bei ungenehmigter Verlängerung eines Heimaturlaubs oder sogenannter Fahnenflucht; häufig in Richtung ihres Heimatortes) werden sehr oft Todesurteile durch improvisierte Standgerichte der NS-Partei oder Wehrmacht verhängt und sofort vollzogen.

## Tagesgeschehen

### Samstag, 3. März 1945
- Manila, Philippinen: In der Schlacht um Manila finden die letzten Kampfhandlungen von US-amerikanischen und philippinischen Streitkräften mit den japanischen Truppen statt. Es erfolgt die Einnahme der stark zerstörten Stadt.
- Finnland erklärt den Achsenmächten den Krieg
- Alliierte Flugzeuge bombardieren nach eigenen Angaben versehentlich Basel und Zürich.

### Mittwoch, 7. März 1945
- Remagen: US-Truppen gelingt die Einnahmen der Ludendorff-Brücke; die erste unzerstörte Rhein-Brücke ermöglicht einen schnellen Ausbau eines Brückenkopfs zum Vormarsch auf das Ruhrgebiet. Vgl. den US-Kriegsfilm Die Brücke von Remagen von 1969.

### Freitag, 9. März 1945
- Tokio: Die USAAF unternehmen einen schweren Nachtangriff, die  Mission 40 (Operation Meetinghouse II); das Bombardement fordert über 100.000 zivile Todesopfer, ähnlich viele Schwerverletzte und bis zum Zehnfachen an Obdachlosen und ist damit der schwerste Luftangriff der Geschichte. Vgl. die Übersicht Luftangriffe auf Tokio

### Freitag, 16. März 1945
- Würzburg wird durch einen Luftangriff zu 75 % zerstört. Der Angriff fordert rund 5.000 Ziviltote.

### Sonntag, 18. März 1945
- Kolberg wird von der Roten Armee eingenommen. Der Ortsname war im Deutschen Reich durch den gleichnamigen Propagandafilm zum Schlagwort für den vom Regime geforderten Durchhaltewillen geworden.
- Berlin: Hitler ordnet an, alle Verkehrs-, Nachrichten- und Industrieanlagen, die in die Hand der Alliierten fallen könnten, zu zerstören. Das ist der so genannte Nerobefehl.
- Berlin: 1.250 amerikanische Bomber fliegen einen Luftangriff auf die Stadt.

### Montag, 19. März 1945
- Zerstörung Hanaus (südöstlich von Frankfurt a. M.) durch britische Luftangriffe
- Ein US-Luftangriff zerstört Nagoya.

### Donnerstag, 22. März 1945
- Hildesheim: Die historische Fachwerk-Altstadt wird bei einem alliierten Bombenangriff fast vollständig zerstört, darunter auch das bekannte Knochenhaueramtshaus.

### Freitag, 23. März 1945
- Oppenheim: Amerikanische Truppen überqueren den Rhein
- Darmstadt wird eingekesselt und kapituliert

### Samstag, 24. März 1945
- Wesel: Die Alliierten überqueren den Rhein (Operation Plunder)

### Mittwoch, 28. März 1945
- Wiesbaden wird von US-amerikanischen Truppen besetzt.

### Donnerstag, 29. März 1945
- In Ostpreußen endet die Kesselschlacht von Heiligenbeil. Etwa 50.000 deutsche Soldaten geraten in sowjetische Kriegsgefangenschaft.
- Im Südburgenland werden beim Massaker von Deutsch-Schützen (ein Endphaseverbrechen) etwa 60 als Zwangsarbeiter eingesetzte ungarische Juden ermordet.
- US-Truppen besetzen in Süddeutschland den Industriestandort Mannheim.

### Freitag, 30. März 1945
- Danzig: Die Rote Armee und polnische Militäreinheiten erobern die Stadt.
- Küstrin ergibt sich.